# Луи III
Луи III (на френски: Louis III; * 863, † 882) е крал на Франция.

## Биография
Той е син и наследник на Луи II (* 846; † 879) и Ансгард Бургундска (* 826; † 880).
След смъртта на баща си Луи III става крал заедно с брат си Карломан II през 879 г. Някои от благородниците предпочитат само той да е крал, но в крайна сметка и двамата братя се възкачват на трона. Поделят си земите помежду си.
Херцог Бозон Виенски изменя на братята и се обявява за владетел на Прованс. През 880 г. братята нападат Бозон и завладяват част от земите му. Луи води и успешна военна кампания срещу норманските пирати през 881 г. Година по-късно Луи умира в Сен Дени, оставяйки брат си като единствен крал.